# Карафа дел Бјанко
Карафа дел Бјанко је насеље у Италији у округу Ређо ди Калабрија, региону Калабрија.
Према процени из 2011. у насељу је живело 515 становника. Насеље се налази на надморској висини од 377 м.

## Становништво
| 1951. | 1961. | 1971. | 1981. | 1991. | 2001. | 2011. |
| ----- | ----- | ----- | ----- | ----- | ----- | ----- |
| 1.784 | 1.347 | 1.026 | 940   | 808   | 622   | 532   |